# Barbie : Aventure dans les étoiles
Série Barbie
Barbie : Agents secrets
(2016) Barbie et ses sœurs : À la recherche des chiots
(2016)
Pour plus de détails, voir Fiche technique et Distribution.
Barbie : Aventure dans les étoiles (Barbie : Star Light Adventure) est le 33e long-métrage d'animation qui met en scène le personnage de Barbie. Sorti en 2016.

## Synopsis
Barbie aime plus que tout surfer sur sa planète natale verdoyante, où elle mène une vie paisible avec son père. Mais quand une prophétie annonçant que les étoiles s'arrêteront de danser et de maintenir l’harmonie de l’univers se réalise, elle est appelée à la capitale avec d’autres jeunes gens doués de talents particuliers. En effet, Barbie est une excellente surfeuse, en plus d’être télékinésiste, et a été choisie pour faire partie de l’expédition du Roi Constantine, qui s’est donné pour mission de refaire danser les étoiles.

## Fiche technique
- Titre original : Barbie : Star Light Adventure
- Titre français : Barbie : Aventure dans les étoiles
- Réalisation : Andrew Tan, Michael Goguen
- Scénario : Kacey Arnold,  Kate Boutilier
- Direction artistique : Alexandra Kavalova
- Musique : Toby Chu
- Production : Genna Du Plessis, Julian Coutts; Kallan Kagan, Matthew Berkowitz, Marianne Culbert (exécutifs)
- Société de production : Mattel Playground Productions, ARC Productions
- Société de distribution : Universal Studios Home Entertainment
- Pays : États-Unis
- langue d'origine : anglais
- Format : couleur - son stéréo
- Genre : film d'animation
- Durée : 79 minutes
- Dates de sortie :  États-Unis : 13 septembre 2016 (DVD) ;  France : 11 octobre 2016 (DVD) [1]

Sources : Générique du DVD, IMDb

## Distribution
| - Erica Lindbeck : Barbie - Jordyn Kane : Barbie (chant) - Robbie Daymond : Leo - Marty Shannon : Leo (chant) - Kimberly Woods : Sal-Lee - Kelli Wakili : Sal-Lee (chant) - Sarah Anne Williams : Sheena et Kareena / Sprites - Dwight Schultz : Roi Constantine - Ben Bledsoe : Artemis - Michael Chandler : Père de Barbie - Jonathan Lipow : Starlian - Lucien Dodge : Pupcorn - Laura Post : Narratrice - Tarra Layne : Mère de Barbie (chant) | - Helena Coppejans: Barbie, télékinésiste - Nathalie Delattre : Barbie (chant) - Maxime Donnay : Leo, pilote prodige - Laurence Stévenne : Sal-Lee, championne ultra-rapide intergalactique d’hoverboard - Mila Brune : Sal-Lee (chant) - Marielle Ostrowsky : Sheena et Kareena, jumelles télépathes maitrisant la gravité - Michel Hinderycks : Roi Constantine - David Macaluso : Artemis, le droïde majordome - Laurent Bonnet : Père de Barbie - Ludivine Deworst : Sprites - David Delaloy : Droïde aquatique / Annonceur Baie d’atterrissage - Lise Wittamer : Robot Airport / Robot Leech - Violette Pallaro : Narratrice - Laura Masci : Mère de Barbie (chant) |

Sources : Générique du DVD

## Chansons du film
Il existe une version française de la bande originale du film: Barbie Aventure dans les étoiles (Bande Originale de film). 
| No | Titre                          | Interprète(s)                                            | Durée |
| -- | ------------------------------ | -------------------------------------------------------- | ----- |
| 1. | Suivre Mon Étoile              | Laura Masci feat.Nathalie Delattre                       | 2:52  |
| 2. | Let Your Hair Down             | Leo Soul                                                 | 2:57  |
| 3. | C'est Magnifique               | Nathalie Delattre                                        | 3:20  |
| 4. | Aucun Rêve n'est Inaccessible  | Nathalie Delattre                                        | 2:22  |
| 5. | Suivre Mon Étoile (acoustique) | Nathalie Delattre feat.Camille De Bruyne & Maxime Donnay | 2:14  |

Trois morceaux ne sont pas repris dans l'album:
- Starlian Song - The Math Club
- Boring Ball Remix - The Math Club
- Firefly - interprétée par Lindsey Stirling (chanson générique)

## Autour du film
Créée en 1959, la Poupée Barbie est à l'origine de nombreux produits dérivés. Elle a également inspiré plusieurs films d’animation. Barbie : Aventure dans les étoiles est sorti la même année que Barbie : Agents secrets. Il est suivi par Barbie et ses sœurs : À la recherche des chiots.